# Operacja Dotrzymana Obietnica 2
Operacja „Dotrzymana Obietnica 2” (pers. ‏عملیات وعده صادق ۲‎) – kryptonim irańskiej operacji przeciw Izraelowi przeprowadzonej 1 października 2024 roku.
Iran stwierdził, że atak był „samoobroną” i stanowi odpowiedź na zabicie przez Izrael przywódcy Hamasu Isma’ila Hanijjego, przywódcy Hezbollahu Hasana Nasr Allaha oraz irańskiego generała-majora Korpusu Strażników Rewolucji Islamskiej Abbasa Nilforuszana.

## Przebieg
Według Sił Obronnych Izraela, Iran wystrzelił około 200 pocisków w co najmniej dwóch falach zawierających m.in. pociski hipersoniczne typu Fattah. Irańskie wyrzutnie rakiet znajdowały się w Tebrizie, Kaszanie i na przedmieściach Teheranu.
Celem były obiekty militarne w całym Izraelu, takie jak bazy lotnicze czy siedziba Mosadu. Kilka rakiet uderzyło bezpośrednio w izraelską bazę lotniczą Newatim na pustyni Negew. W wyniku ataku rakietowego uszkodzeniu uległo również kilka miejsc cywilnych, w tym szkoła w Gederze i restauracja w Tel Awiwie.
Według strony izraelskiej w wyniku upadku odłamków rakiet zginął jeden Palestyńczyk w Jerychu, a dwóch Jordańczyków oraz dwóch Izraelczyków zostało rannych.

## Reakcje
- Izrael poinformował o przechwyceniu „dużej liczby” pocisków i wprowadził cenzurę wojskową dotyczącą poniesionych przez niego szkód[13]. Premier Izraela, Binjamin Netanjahu, oświadczył, że Iran popełnił „wielki błąd” za który „zapłaci”[14]. 26 października Siły Powietrzne Izraela przeprowadziły operację „Dni Pokuty”, bombardując cele w Iranie.
- Jordania poinformowała o własnym udziale w zestrzeliwaniu rakiet[1].
- Stany Zjednoczone poinformowały o własnym udziale w zestrzeliwaniu rakiet oraz zapowiedziały „surowe konsekwencje” wobec Iranu i zobowiązały się do współpracy z Jerozolimą w celu ich wyegzekwowania[1].
- Iran zagroził przeprowadzeniem „miażdżących ataków”, jeśli Izrael odpowie na tę operację. Dowodzący operacją gen. bryg. Amir Ali Hadżizade został odznaczony przez ajatollaha Alego Chamenei Orderem Zwycięstwa[15].